# ارتفاع نقطة الغليان

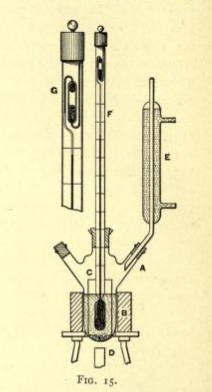
ارتفاع نقطة الغليان هي ظاهرة في الكيمياء الفيزيائية تتمثل بارتفاع قيمة نقطة غليان سائل نتيجة لإذابة مادة منحلة فيه؛ أي بشكل آخر فإن نقطة غليان المحلول الناتج هي أعلى من نقطة غليان المذيب النقي.

ارتفاع نقطة الغليان هي ظاهرة في الكيمياء الفيزيائية تتمثل بارتفاع قيمة نقطة غليان سائل نتيجة لإذابة مادة منحلة فيه؛ أي بشكل آخر فإن نقطة غليان المحلول الناتج هي أعلى من نقطة غليان المذيب النقي. يعود سبب ذلك لأن الجهد الكيميائي (الكمون الكيميائي) للمذيب في المزيج أقل منه في حالته النقية، بالإضافة إلى أن قيمة الجهد الكيميائي للمذيب النقي في الطور الغازي لن تتغير، مما يعني حدوث انزياح في التوازن بين الأطوار إلى درجات حرارة أعلى من درجة حرارة غليان المذيب النقي.